# Puybarban
Puybarban – miejscowość i gmina we Francji, w regionie Nowa Akwitania, w departamencie Żyronda.
Według danych na rok 1990 gminę zamieszkiwało 330 osób, a gęstość zaludnienia wynosiła 59 osób/km² (wśród 2290 gmin Akwitanii Puybarban plasuje się na 852. miejscu pod względem liczby ludności, natomiast pod względem powierzchni na miejscu 1388.).